# Songezo Jim
Songezo Jim (Mthatha, 17 settembre 1990) è un ex ciclista su strada sudafricano, attivo in formazioni UCI dal 2011 al 2019.

## Piazzamenti

### Grandi Giri
- Giro d'Italia

2016: 144º
- Vuelta a España

2015: 137º

### Classiche monumento
- Milano-Sanremo

2013: ritirato
- Giro delle Fiandre

2014: ritirato
- Liegi-Bastogne-Liegi

2014: ritirato
- Giro di Lombardia

2013: ritirato